# エアトレイン
エアトレイン（英語: Airtrain）は、オーストラリア・クイーンズランド州ブリスベン市で鉄道路線を運営している鉄道会社である。QR（クイーンズランド鉄道）の路線網とブリスベン空港とをつなぐ空港連絡鉄道を運営しており、列車はQRシティートレインと直通運転しブリスベン市中心部やゴールドコースト市まで運行されている。

## 路線の概要

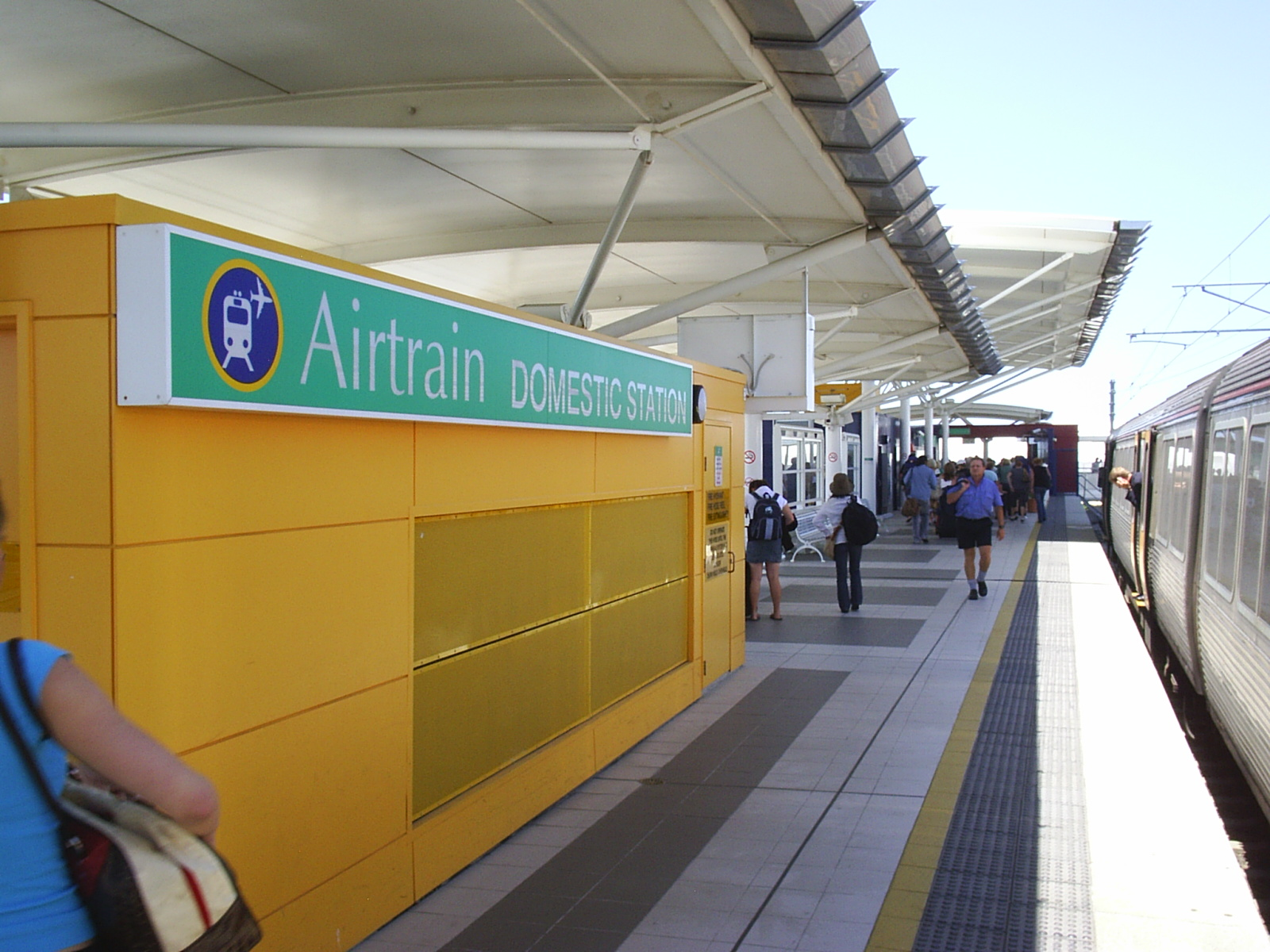
国内線ターミナル駅

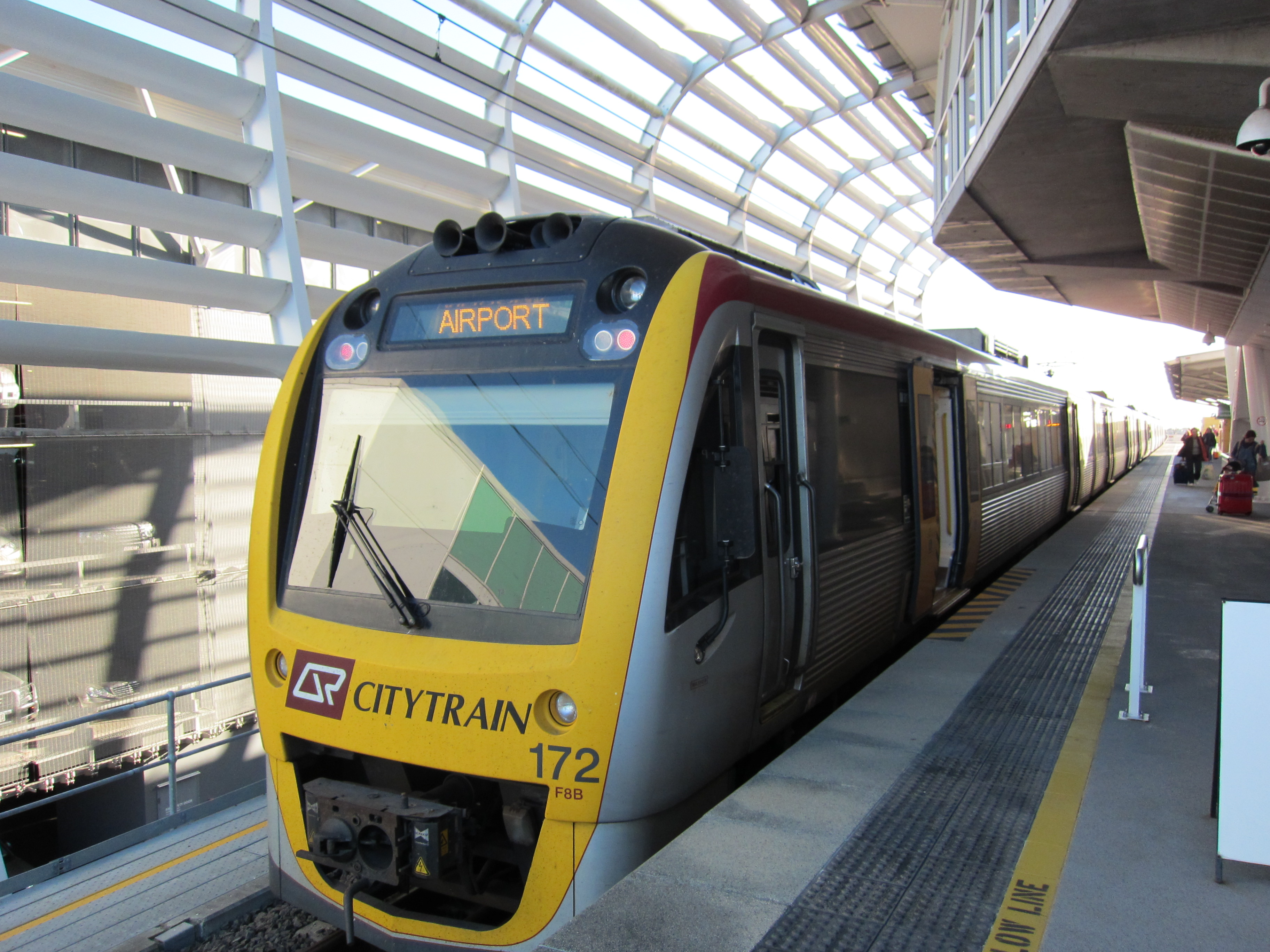
エアトレイン車両:ブリスベン国際空港駅にて

エアトレインの路線はQRノース・コースト線のイーグル・ジャンクション駅 - トゥーンブル駅間で東に分岐しブリスベン空港の国内線ターミナル駅に至る8.5kmの高架の路線である。全区間がブリスベン市内にある。2001年5月に開業し、オーストラリアで最長の高架橋となった。途中には国際線ターミナル駅がある。国際線ターミナル駅 - 国内線ターミナル駅間は複線であるがそれ以外の区間は単線である。

### 路線データ
- 路線距離: 8.5km
- 軌間: 1067mm
- 駅数: 2駅
- 複線区間: 国際線ターミナル駅 - 国内線ターミナル駅
- 電化区間（交流25,000V、50Hz）: 全線

## 運行形態
すべての列車が国内線ターミナル駅を始終着としシティートレイン#エアポート線と直通運転する。ほとんどの列車はさらにその先のゴールドコースト線まで直通するが、一部にはローマ・ストリート駅を始終着とする列車や他方面と直通する列車もある。日中の運転間隔は30分間隔である。
車両はシティートレインのものが使用される。エアトレインの独自の車両はない。
駅一覧
（シティートレイン・エアポート線<<） - 国際線ターミナル駅 - 国内線ターミナル駅